# Wisła Puławy
El Wisła Puławy es un club de fútbol de la ciudad de Puławy, en Polonia. Actualmente milita en la III Liga, la cuarta categoría del fútbol polaco. Fundado en 1923, juega sus partidos como local en el Estadio Municipal de Puławy.

## Historia
El Wisła Puławy fue fundado en abril de 1923, y actualmente posee cuatro secciones dentro del club polideportivo: fútbol, atletismo, natación y halterofilia. Continuas funciones con otros clubes ocasionó que en 2003 también contase con una sección de balonmano, bautizado como Azoty-Puławy.
Dentro de la disciplina futbolística, entre los años 1983 y 1992 el Wisła militó en la III Liga, siendo su mayor éxito un tercer lugar en la temporada 1984/1985. En 2009, ganó la Copa de Polonia en el ámbito provincial. En la temporada 2010/2011 se logró el ascenso a la II Liga, la tercera división polaca. Cinco años después, en la temporada 2015/2016, el Wisła Puławy alcanzó el cuarto lugar, garantizándose así su participación en los play-offs, y alcanzando la categoría de plata por primera vez en toda su historia.